# The Remix Suite
Albums de Michael Jackson
Hello World
(2009) This Is It
(2009)
The Remix Suite est un album posthume de Michael Jackson contenant des remix de chansons des Jackson 5, sorti en France le 26 octobre 2009, soit le même jour qu'un autre album posthume de Michael Jackson, This Is It.

## Liste des pistes
| 1.    | Skywriter (Stargate Remix)                                    |  | 4:04 |
| 2.    | Never Can Say Goodbye (The Neptunes Remix)                    |  | 3:18 |
| 3.    | I Wanna Be Where You Are (Dallas Austin Remix)                |  | 4:12 |
| 4.    | Dancing Machine (Polow Remix)                                 |  | 3:16 |
| 5.    | ABC (Salaam Remi Remix)                                       |  | 3:30 |
| 6.    | Forever Came Today (Frankie Knuckles Late Night Antics Remix) |  | 7:39 |
| 7.    | Dancing Machine (Steve Aoki Remix)                            |  | 4:40 |
| 8.    | Hum Along & Dance (David Morales Giamsta Mix)                 |  | 5:50 |
| 9.    | Ain't No Sunshine (Benny Blanco Remix)                        |  | 3:09 |
| 10.   | Maria (You Were The Only One) (Emile Hayne Remix)             |  | 3:52 |
| 11.   | Maybe Tomorrow (Sturken & Rogers Remix)                       |  | 3:12 |
| 12.   | Ben (Akon Remix)                                              |  | 3:28 |
| 50:12 |                                                               |  |      |